# Hypnophila remyi
Hypnophila remyi е вид коремоного от семейство Cochlicopidae.

## Разпространение
Видът е разпространен във Франция.